# 莫爾島 (克朗群島)
莫爾島是蘇格蘭的島嶼，屬於克朗群島的一部分，面積1.7平方公里，最高點海拔高度114米，該島自石器時代有人類居住，現時島上無人居住。
57°20′30″N 5°49′49″W / 57.34167°N 5.83028°W